# Karl Michels (Grafiker)
Karl Michels (geboren vor 1911;  gestorben nach 1931) war ein deutscher Illustrator, Werbegrafiker, Schriftkünstler und Holzschneider.

## Leben

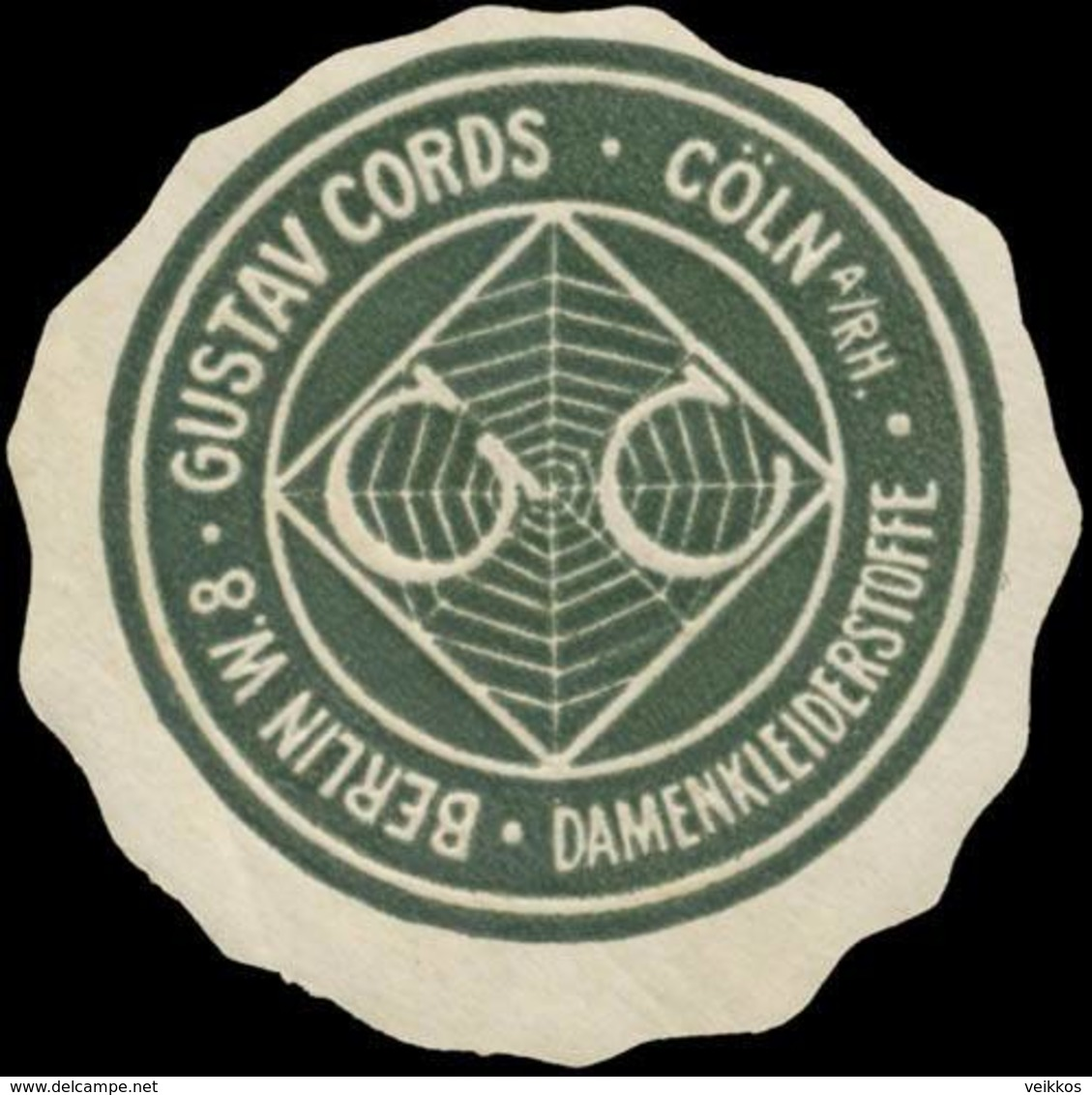
Reklamemarke Gustav Cords, Cöln am Rhein und Berlin W. 8 mit den Initialen G und C in einem Spinnennetz als Symbol für feinste Stoffe

Michels studierte Anfang des 20. Jahrhunderts in Leipzig an der Akademie für Graphische Künste und Buchgewerbe unter Friedrich Wilhelm Kleukens und Georg Belwe. Durch seine Leistungen erhielt er anschließend ein Staatsstipendiat zum Studium am Königlichen Kunstgewerbemuseum in Berlin. Nachdem er mit dem 1. Preis für den Entwurf eines Schrift-Plakats des Berliner Moden- und Versandhauses für Damenkleiderstoffe und Seidenwaren Gustav Cords ausgezeichnet worden war, erhielt er in der Firma eine Anstellung als künstlerischer Leiter des Hauses. Für diese gestaltete er verschiedene kaufmännische Drucksachen, nahm daneben aber auch Privataufträge an.
So schuf Michels beispielsweise einen in kleiner Auflage produzierten Holzschnitt, der als Dankesgabe für Spender von Gaben für den Verein der Plakatfreunde gedacht war und den Hans Sachs während eines Vortrages als herausragend vorstellte.
1912 präsentierte das in Leipzig ansässige Deutsche Buchgewerbe-Museum eine Ausstellung mit Arbeiten Michels gemeinsam mit Werken der Künstler Heinz Keune und Otto Grassl.
Anfang der 1930er Jahre hatte Michels besondere Erfolge mit dem Entwurf von Signeten.

## Werke in öffentlichen Einrichtungen
- In der Kunstbibliothek – Staatliche Museen zu Berlin findet sich als zeichnerischer Entwurf Michels eine Skizze zum Plakat für eine Aufführung von Goethes Faust.[4]